# SOCCA Kalisz Cup
SOCCA Kalisz Cup se koná se od roku 2024 a pořádá ho International Socca Federation (ISF). Na posledním turnaji v Polsku v březnu 2025 zvítězili reprezentanti Polska.

## Turnaje
| Rok  | Hostitel       |        |             |             |              |
| Rok  | Hostitel       | Vítěz  | Druhé místo | Třetí místo | Čtvrté místo |
| ---- | -------------- | ------ | ----------- | ----------- | ------------ |
| 2024 | Polsko (Kališ) | Polsko | Francie     | Německo     | Anglie       |
| 2025 | Polsko (Kališ) | Polsko | Řecko       | Francie     |              |

## Medailový stav podle zemí do roku 2025 (včetně)
| Pořadí | Země    | Zlato | Stříbro | Bronz | Celkem |
| 1.     | Polsko  | 2     | 0       | 0     | 2      |
| 2.     | Francie | 0     | 1       | 1     | 2      |
| 3.     | Řecko   | 0     | 1       | 0     | 1      |
| 4.     | Německo | 0     | 0       | 1     | 1      |